# Tomáš Koutný
Tomáš Koutný (2. únoranebo 2. dubna 1879 Velké Hostěrádky nebo Klobouky u Brna – 7. února 1958 Hodonín) byl československý novinář a politik, meziválečný poslanec a senátor Národního shromáždění za Československou sociálně demokratickou stranu dělnickou, později za KSČ.

## Biografie
Již od roku 1909 byl aktivní v dělnickém hnutí. Působil jako redaktor a tajemník sociálních demokratů v Hodoníně.
V parlamentních volbách v roce 1920 se stal poslancem Národního shromáždění. Zvolen byl za sociální demokraty, v průběhu volebního období přešel do nově vzniklé KSČ. Byl jejím zakládájícím členem. V parlamentních volbách v roce 1925 získal za komunisty senátorské křeslo v Národním shromáždění. V senátu zasedal do roku 1929.
Podle údajů k roku 1920 byl profesí zřízencem nemocenské pokladny v Hodoníně.
Od roku 1945 byl členem Krajského výboru KSČ ve Zlíně. Po válce mu byl udělen Řád republiky a Řád práce.
Zemřel v únoru 1958.